# Sint-Jan-de-Doperkerk (Herstappe)
De Sint-Jan-de-Doperkerk of Sint-Jan-Baptistkerk is een kerkgebouw in Herstappe in de Belgische provincie Limburg. De kerk staat aan de Kerkstraat.
Het bakstenen neogotische gebouw bestaat uit een ingebouwde westtoren met ingesnoerde achtzijdige naaldspits, een eenbeukig schip met drie traveeën en met summiere westbouw van één travee, en een koor met een rechte travee en een driezijdige sluiting. Aan de zuidzijde van het koor bevindt zich de sacristie. De westgevel bevat een geprofileerd hardstenen spitsboogportaal met erboven een natuurstenen spitsboogvenster met maaswerk en een oculus. Het schip heeft ter hoogte van de toren aan beide zijkanten twee steunberen met hardstenen afwerking en in de westgevel zelf zitten er ook twee verwerkt. Het schip en het koor hebben spitsboogvensters. Aan iedere zijde heeft de toren een spitsboogvormig galmgat. Het gebouw is gedekt door een zadeldak van leien.
De kerk is de parochiekerk van het dorp en is gewijd aan Johannes de Doper.

## Geschiedenis
In 1711 was de oorspronkelijke kerk in slechte staat.
In 1712 worden de toren en het dak hersteld.
In 1858-1859 wordt deze kerk afgebroken.
In 1869 wordt de nieuwe kerk gebouwd naar het ontwerp van Herman Jaminé.